# Балка Дохна
Балка Дохна (рос. Б. Дохна) — балка (річка) в Україні у Золочівському районі Харківської області. Права притока річки Уди (басейн Азовського моря).

## Опис
Довжина балки приблизно 5,89 км, найкоротша відстань між витоком і гирлом — 5,32  км, коефіцієнт звивистості річки — 1,11 . Формується декількома балками та загатами.

## Розташування
Бере початок у селі Одноробівка. Тече переважно на південний схід через село Постольне і на західній околиці села Сніги впадає у річку Уду, праву притоку Сіверського Дінця.

## Цікаві факти
- Біля витоку балки на південно-західній стороні на відстані приблизно 974,63 м розташований автошлях Т 2103[2] (територіальний автомобільний шлях в Україні, Харків — Дергачі — Золочів — пункт контролю Олександрівка. Проходить територією Дергачівського і Золочівського районів Харківської області.